# Барр (кантон)
Барр (фр. Barr) — кантон у Франції, в департаменті Нижній Рейн регіону Ельзас.

## Склад кантону
Кантон включає в себе 16 муніципалітетів:
| Муніципалітет  | Площа | Населення, осіб | Рік  |
| -------------- | ----- | --------------- | ---- |
| Айлігенстен    | 3,99  | 861             | 1999 |
| Андло          | 23,69 | 1843            | 2007 |
| Барр           | 20,61 | 6787            | 2006 |
| Бернардвілле   | 2,76  | 199             | 1999 |
| Бліншвіллер    | 3,07  | 293             | 2006 |
| Гертвіллер     | 4,89  | 868             | 1999 |
| Дамбак-ла-Віль | 28,83 | 1973            | 1999 |
| Епфіг          | 21,90 | 2187            | 2006 |
| Ешоффен        | 2,30  | 410             | 1999 |
| Іттерсвіллер   | 1,18  | 270             | 1999 |
| Ле-Овальд      | 20,84 | 386             | 1999 |
| Міттельбергайм | 3,83  | 675             | 2006 |
| Нотальтен      | 4,00  | 417             | 1999 |
| Рейшсфельд     | 4,95  | 293             | 1999 |
| Сен-П'єрр      | 3,21  | 532             | 1999 |
| Штоцайм        | 13,61 | 960             | 1999 |

## Консули кантону
| Період    | Консул        | Посада                       |
| --------- | ------------- | ---------------------------- |
| 1988—2014 | Alfred Becker | Мер муніципалітету Сен-П'єрр |

| Франція | Це незавершена стаття з географії Франції. Ви можете допомогти проєкту, виправивши або дописавши її. |